# Anton Kurze (Märtyrer)

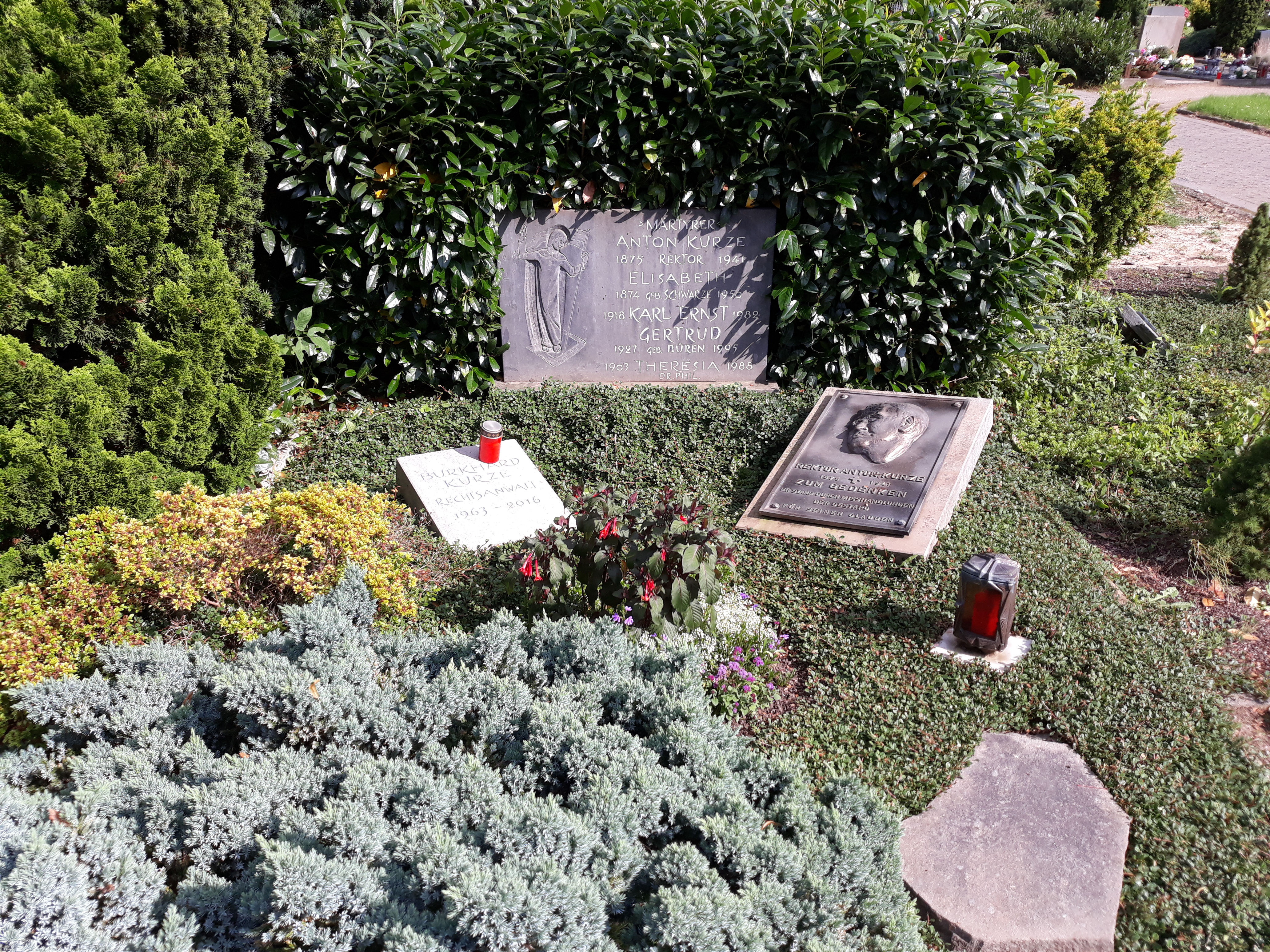
Das Grab von Anton Kurze und seiner Ehefrau Elisabeth geborene Schwarze im Familiengrab auf dem Friedhof Boele in Hagen

Anton Kurze (* 19. März 1875 in Altenbeken; † 23. Juni 1941 in Hagen-Boele) war ein deutscher römisch-katholischer Volksschulrektor und Märtyrer.

## Leben
Anton Kurze wurde mit 13 Jahren Vollwaise, kam 1902 als Lehrer nach Hagen, leistete von 1914 bis 1916 Kriegsdienst und wurde 1918 Rektor der Volksschule in Boele. Er war Vorsitzender der dortigen Zentrumspartei.
Im August 1934 wurde er von den nationalsozialistischen Machthabern wegen seiner Gegnerschaft zum neuen Regime abgesetzt. Er wurde Lehrer in Altenhagen, wo der spätere Kardinal Johannes Joachim Degenhardt sein Schüler war. 1936 wurde er vorzeitig pensioniert, konnte aber bis 1938 in der Schule der Olper Franziskanerinnen in Herbede aushelfen. Ab 1940 durfte er an der evangelischen Schule in Boele unterrichten; die Wiederverwendung in seiner alten Boeler Schule hatte er abgelehnt.
Sein opponierendes Auftreten gegen den nationalsozialistischen Vortragenden einer Lehrerversammlung im Mai 1941 brachte ihm Anfang Juni 1941 ein Verhör durch die Gestapo ein, von dem er als kranker Mann zurückkehrte. Er starb drei Wochen später.

## Gedenken
Die deutsche Römisch-katholische Kirche hat Anton Kurze als Märtyrer aus der Zeit des Nationalsozialismus in das deutsche Martyrologium des 20. Jahrhunderts aufgenommen.